# مدیریت شواهدمحور
مدیریت شواهدمحور یا مدیریت مبتنی بر شواهد (Evidence-based management) جنبشی نوظهور در علوم مدیریت است که از بهترین شواهد کنونی برای مدیریت تصمیم‌گیری استفاده می‌کند. ریشهٔ آن در پزشکی مبتنی بر شواهد است، جنبشی کیفی برای اِعمال روش علمی در پزشکی.